# Bromus interruptus
Bromus interruptus е вид растение от семейство Житни (Poaceae). Видът е вече изчезнал от дивата природа.

## Разпространение
Видът е ендемит за Южна и Централна Англия, но се смята, че е изчезнал от дивата природа от 1972 г. насам. Изчезналото растение е въведено в Националния резерват „Астън Роуант“ на Великобритания през 2004 г.